# Maghan
Maghan I fue el decimoprimer mansa del Imperio de Malí, después de la muerte de su padre Mansa Musa en 1337. 
Maghan heredó el imperio en un gran momento de apogeo, siendo conocido por su riqueza en Europa y todo el mundo musulmán y abarcando un gran territorio. Fue un mal administrador, que derrochó la Hacienda Pública, pero el imperio construido por sus antecesores era suficientemente fuerte, y pasó intacto al hermano de Musa, Souleyman, en 1341.
| Predecesor: Mansa Musa | Mansa de Malí 1337 – 1341 | Sucesor: Souleyman |